# Friedrich Tieck
Christian Friedrich Tieck (Berlín, 14 de agosto de 1776 - ibídem, 24 de mayo de 1851) fue un escultor alemán perteneciente a la escuela de Berlín.

## Biografía
Tieck fue el tercer hijo de un fabricante de cuerdas de la Roßstraße, particularmente cultivado, que tenía una biblioteca con las obras de los autores de la Ilustración alemana (Aufklärung). Su hermano Ludwig y su hermana Sophie se consagraron a las letras. Asistió junto a su hermano, el famoso liceo Friedrichswerdisches Gymnasium, pero no era brillante para las humanidades, por lo que sus padres, que habían detectado sus habilidades artísticas, le enviaron a estudiar en 1789 al taller del escultor Heinrich Bettkober, donde permaneció durante seis años. Estudió igualmente con Johann Gottfried Schadow y ganó una medalla al final de sus estudios, por una escultura a la antigua. Quedó durante un tiempo como asistente de Schadow. Sus primeras obras claramente personales datan de 1796.
Obtuvo de la corte en 1797, gracias a las gestiones de Schadow y de Humboldt, una bolsa para efectuar un viaje de estudios a Italia, pero no pudo llegar a su destino a causa de las campañas napoleónicas en Italia. Viajó entonces a Múnich y a París, donde llegó en enero de 1798. Trabajó en el taller de Jacques-Louis David y obtuvo el segundo Premio de Roma de la escuela de Bellas Artes en 1800 por su Priamo demandando a Aquiles el cuerpo de Hector.

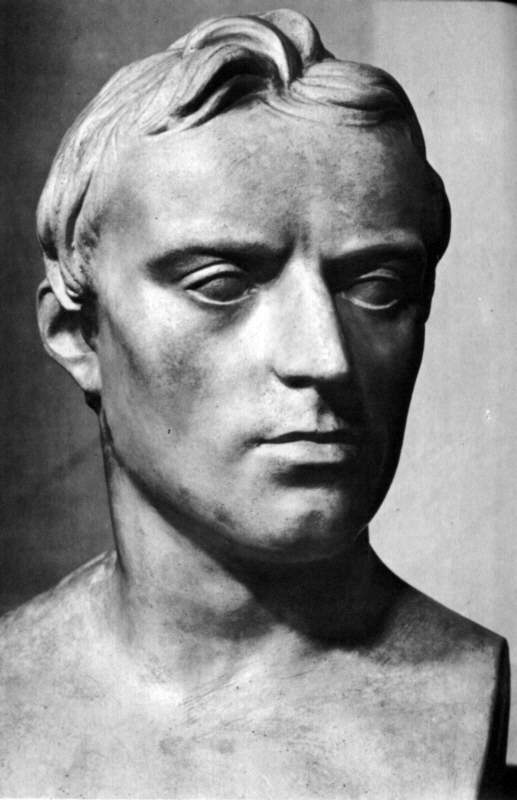
Buste de Schiller (1802)

Fue a finales del verano de 1801 en Weimar, donde esculpió un busto idealizado de Goethe. Seguidamente conoció en Jena a los hermanos Wilhelm y Friedrich Schlegel y él estaba de vuelta en Berlín a finales de año, donde recibió encargos para realizar varios bustos. Estaba de nuevo en Weimar en la primavera de 1802 por un encargo de varias esculturas, para el proyecto de decoración del castillo del duque de Sajonia-Weimar-Eisenach, lo que aumentó su reputación. Comenzó en Weimar una corta pero ardiente amistad con Charlotte von Seebach que con el tiempo fue una de las mujeres de las letras del romanticismo.
Dejó Weimar en la primavera de 1803 por Berlín, posteriormente en 1805 Múnich, Viena y finalmente Italia. Estaba en Roma a partir de agosto de 1805 donde estudió la estatuaria antigua y esculpió, entre otros un busto de Alexander von Humboldt que había regresado de América. Regresó a Múnich en 1809 por Suiza y esculpió en retrato de Friedrich Schelling cuya nueva esposa Caroline, se habían separado de Schlegel. Fue en Múnich donde obtuvo igualmente un encargo importante, el del monumento Walhalla.
Friedrich Tieck regresó a Roma en 1811, donde se hizo amigo de Christian Daniel Rauch que había sido alumno de Schadow después que él. Van juntos a Carrara. Tuvo relación con Rauch a lo largo del resto de su carrera. Tieck regresó a Berlín en 1819 donde comenzó su famosa serie de personajes mitológicos en el Teatro Real. Fue nombrado profesor de la Academia en 1820. Esculpió entre otras otra serie para el museo de Berlín, incluyendo un grupo de bronce de domadores de caballos y una estatua de Karl Friedrich Schinkel. Tieck era entonces un famoso escultor que recibió numerosos encargos, entre ellos algunos monumentos como el del general von Schanhorst en el cementerio de los Inválidos de Berlín, y una estatua de Copérnico erigida en Thorn tras la muerte de su autor.

## Galería de imágenes

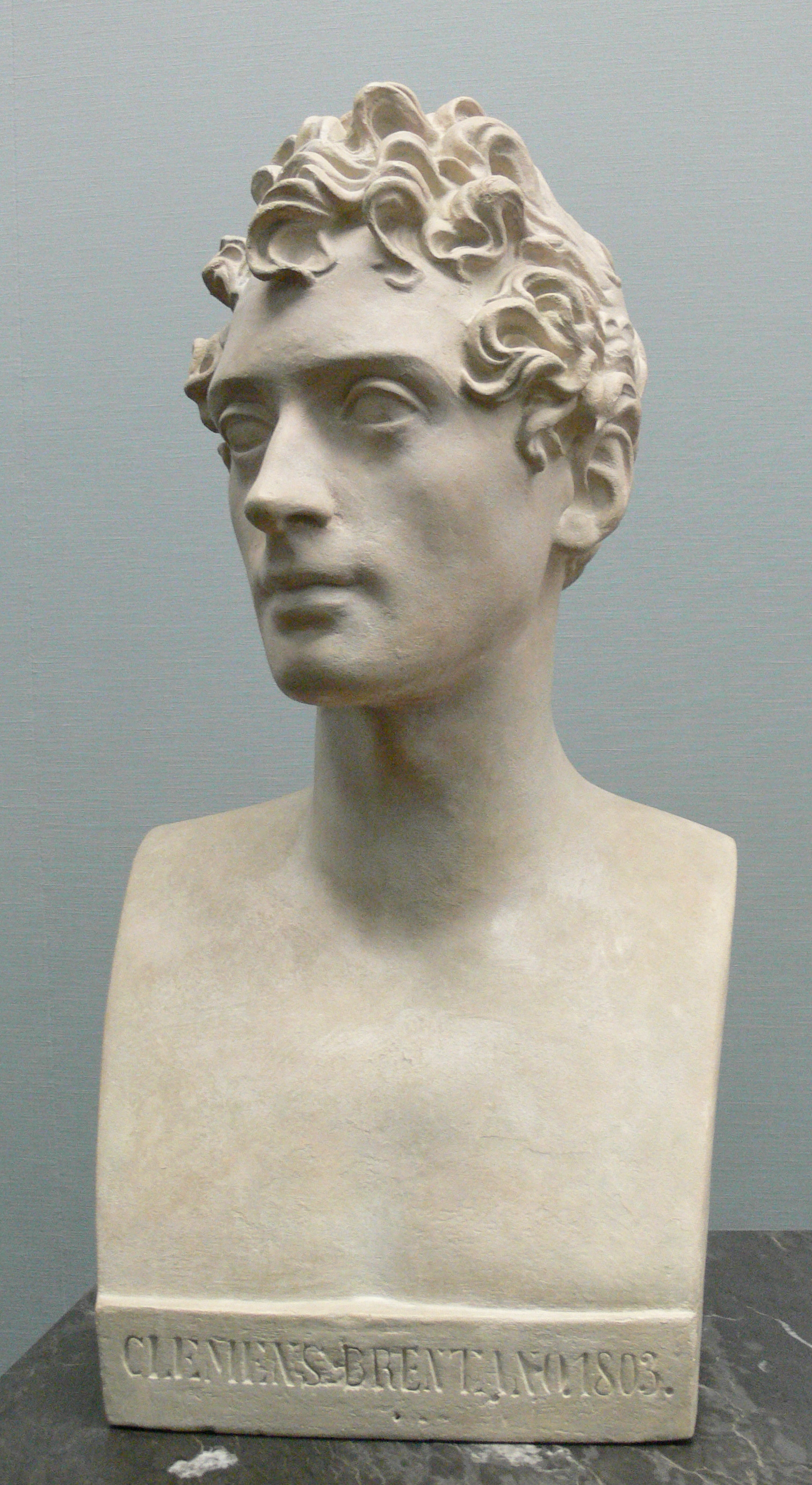
Busto del escritor Brentano (1803)
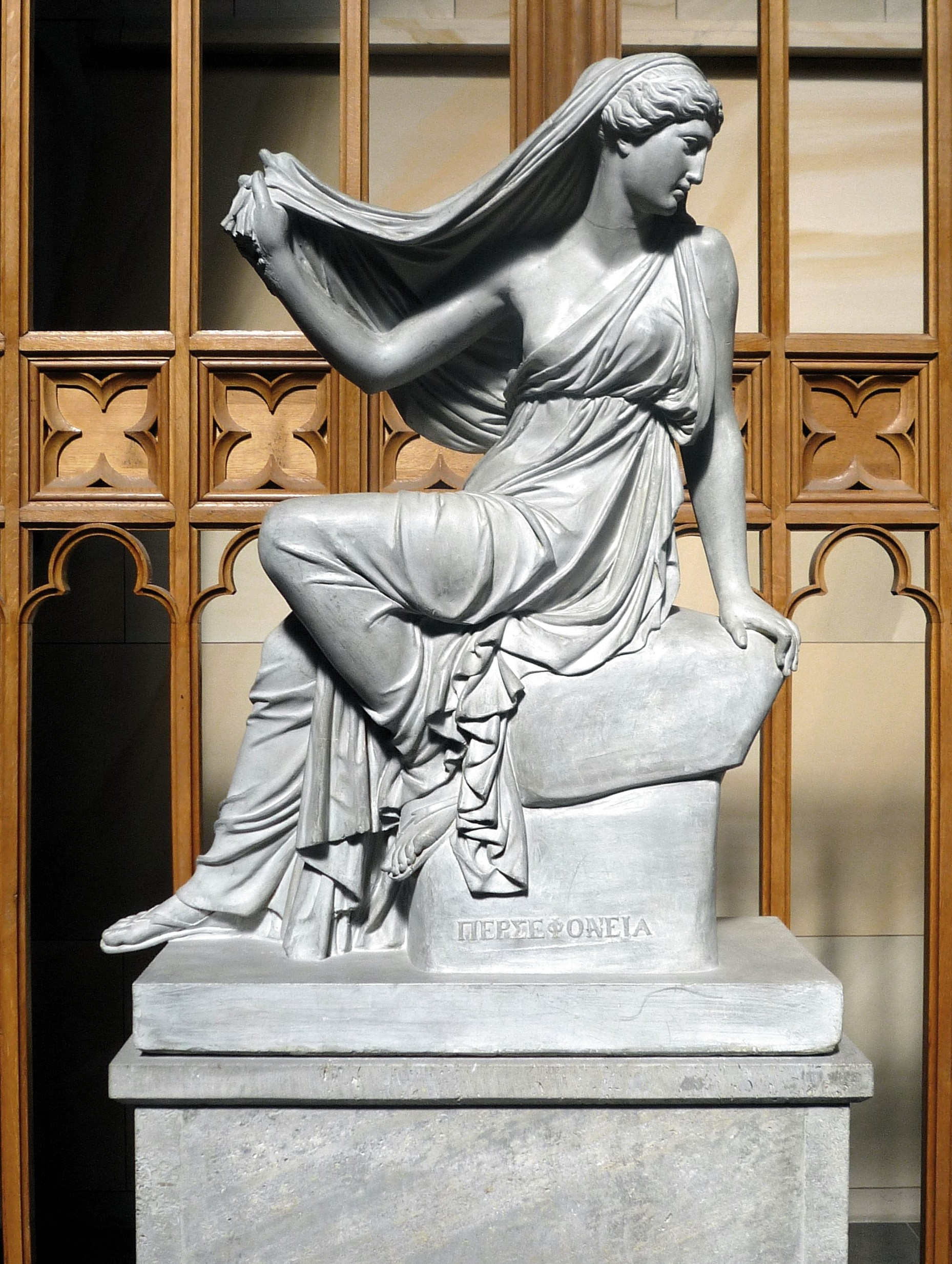
Perséphone, proviene del salón de té del Palacio Real de Berlín
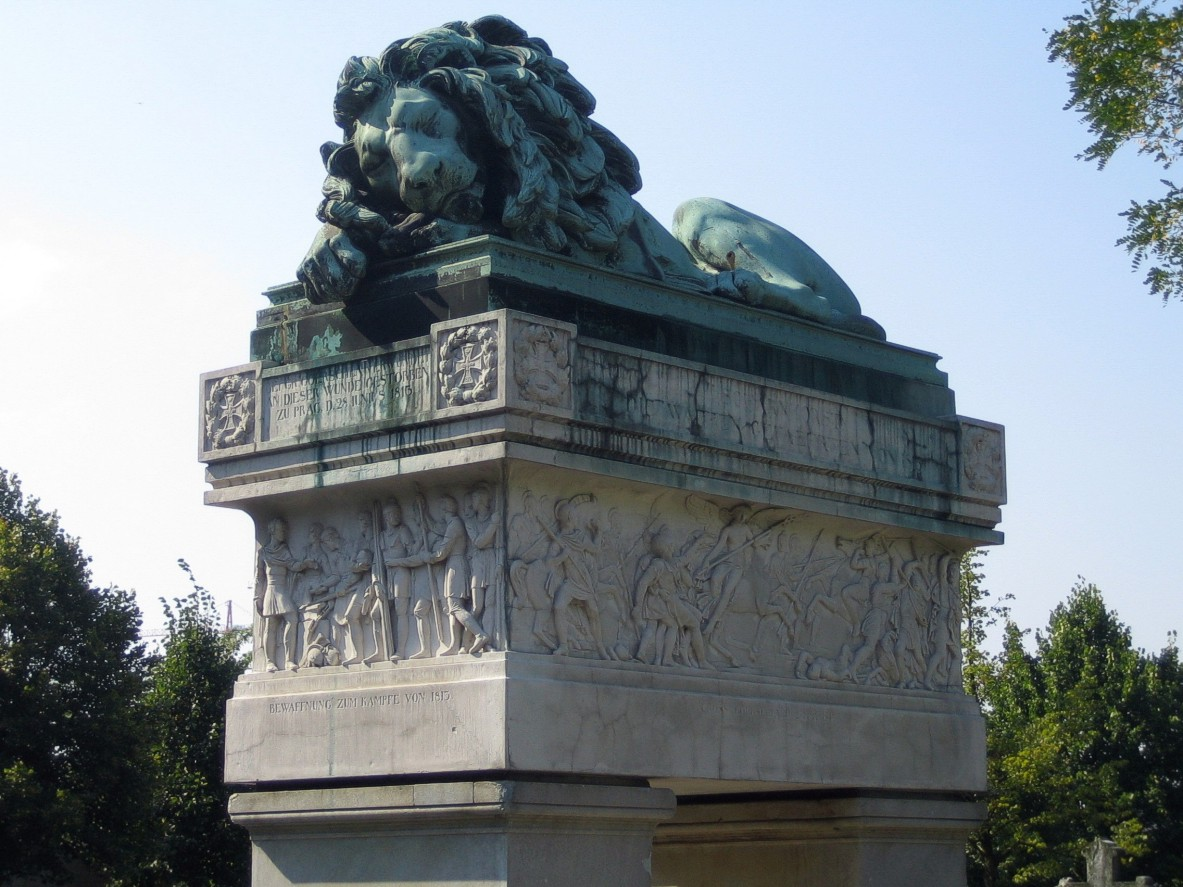
León sobre la tumba del general von Scharnhorst, cementerio de los Inválidos (Invalidenfriedhof)
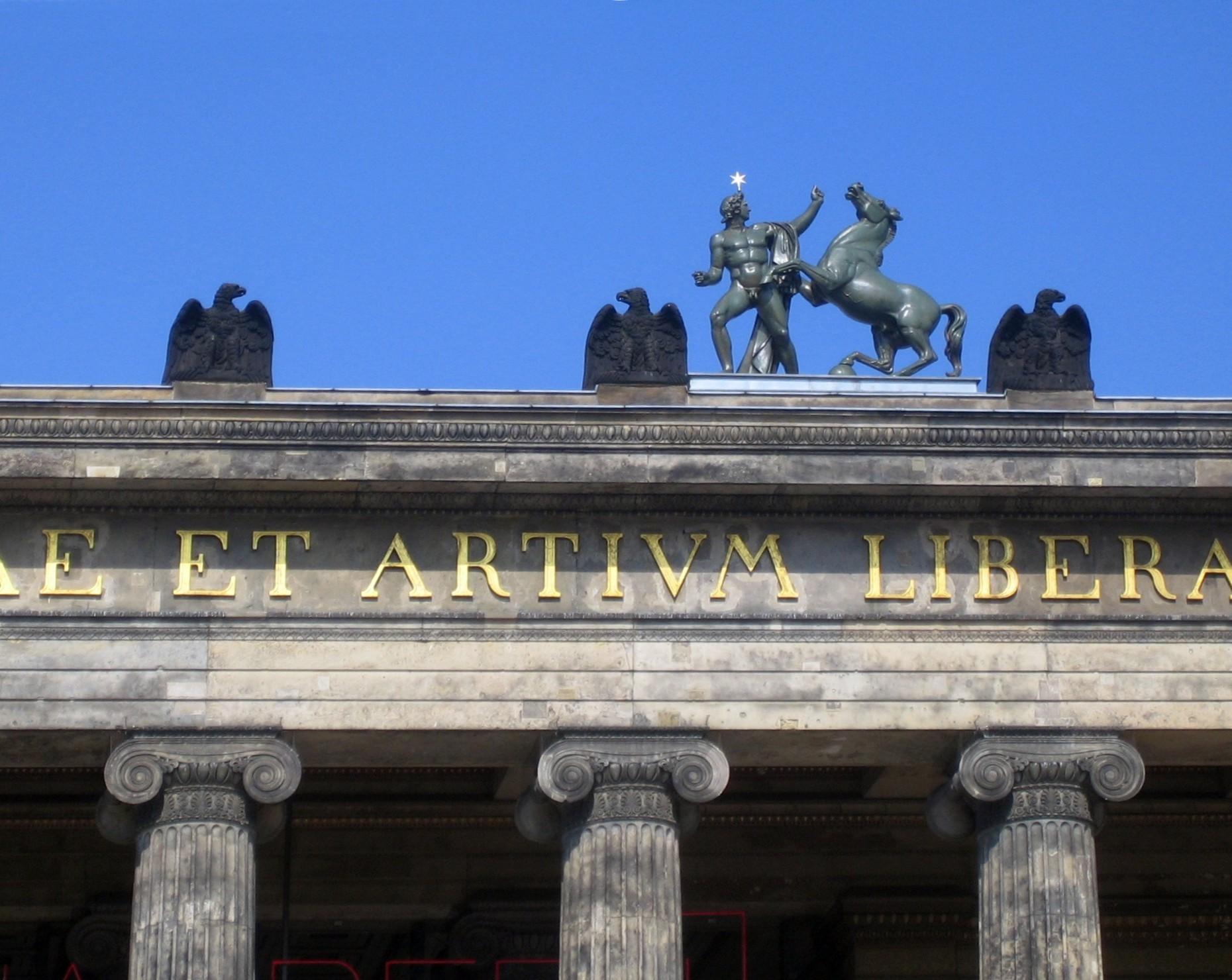
Esculturas en el Altes Museum de Berlín
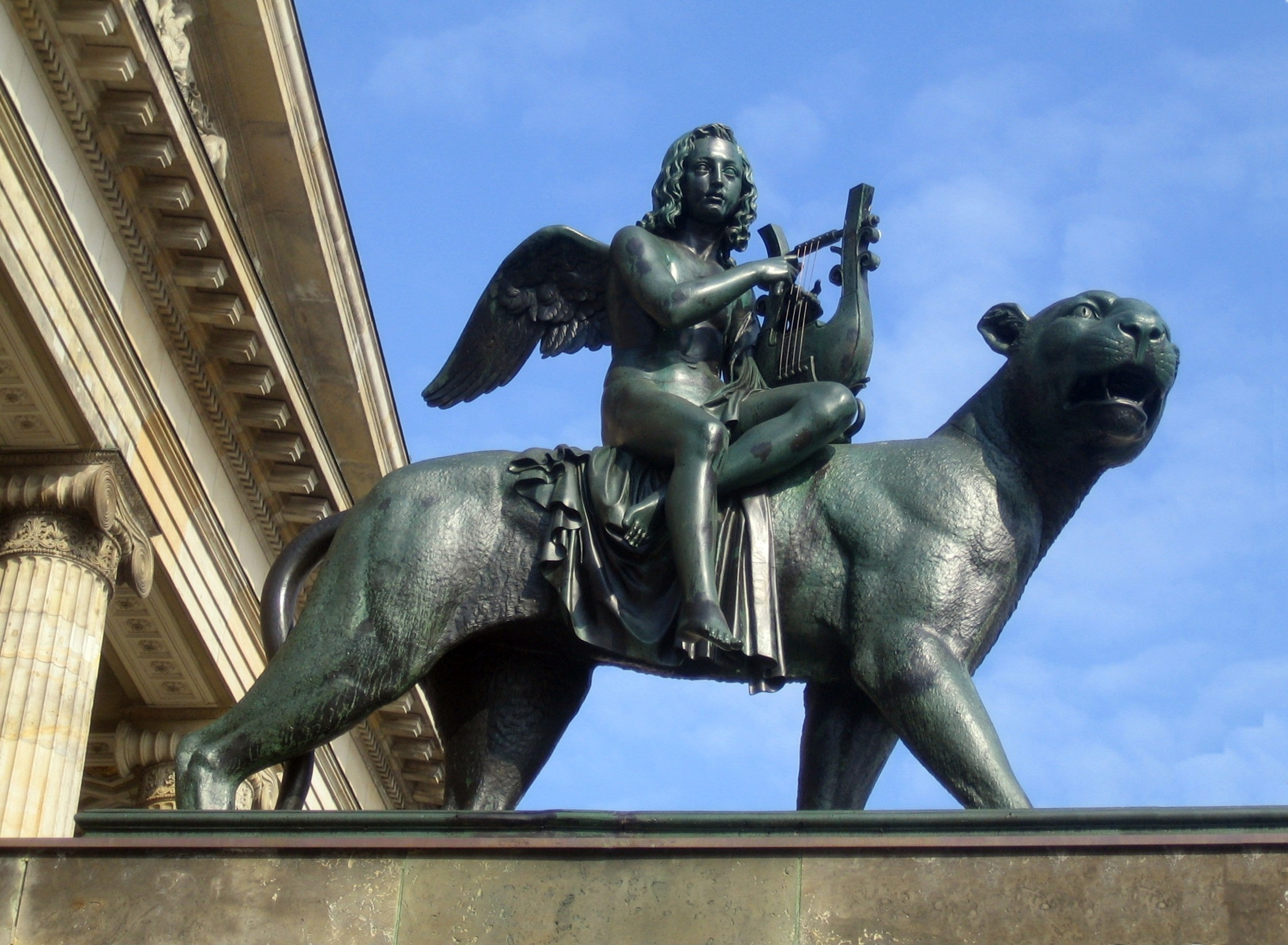
Pantera con el genio de la música (Schauspielhaus de Berlín)
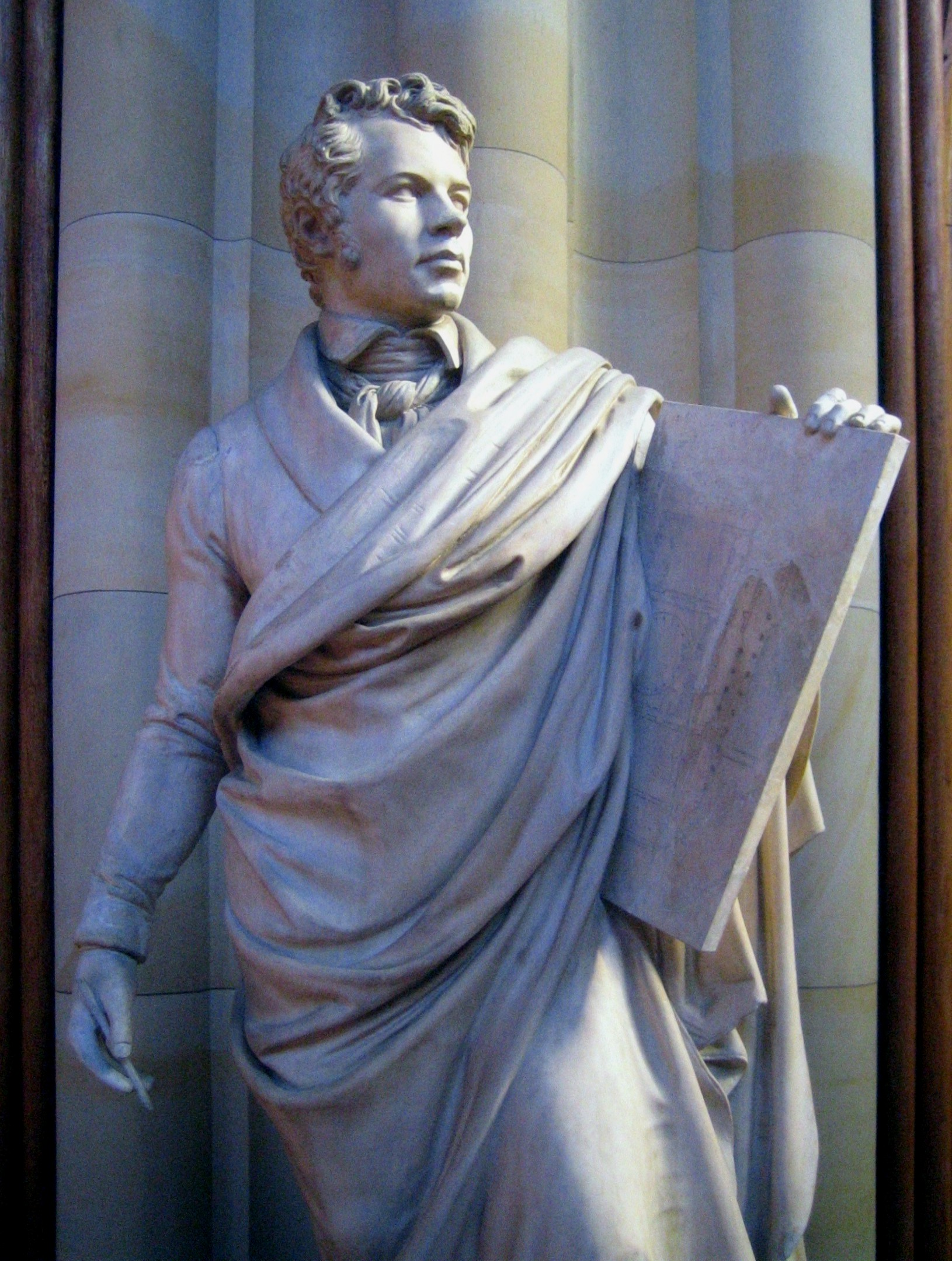
Estatua de Schinkel
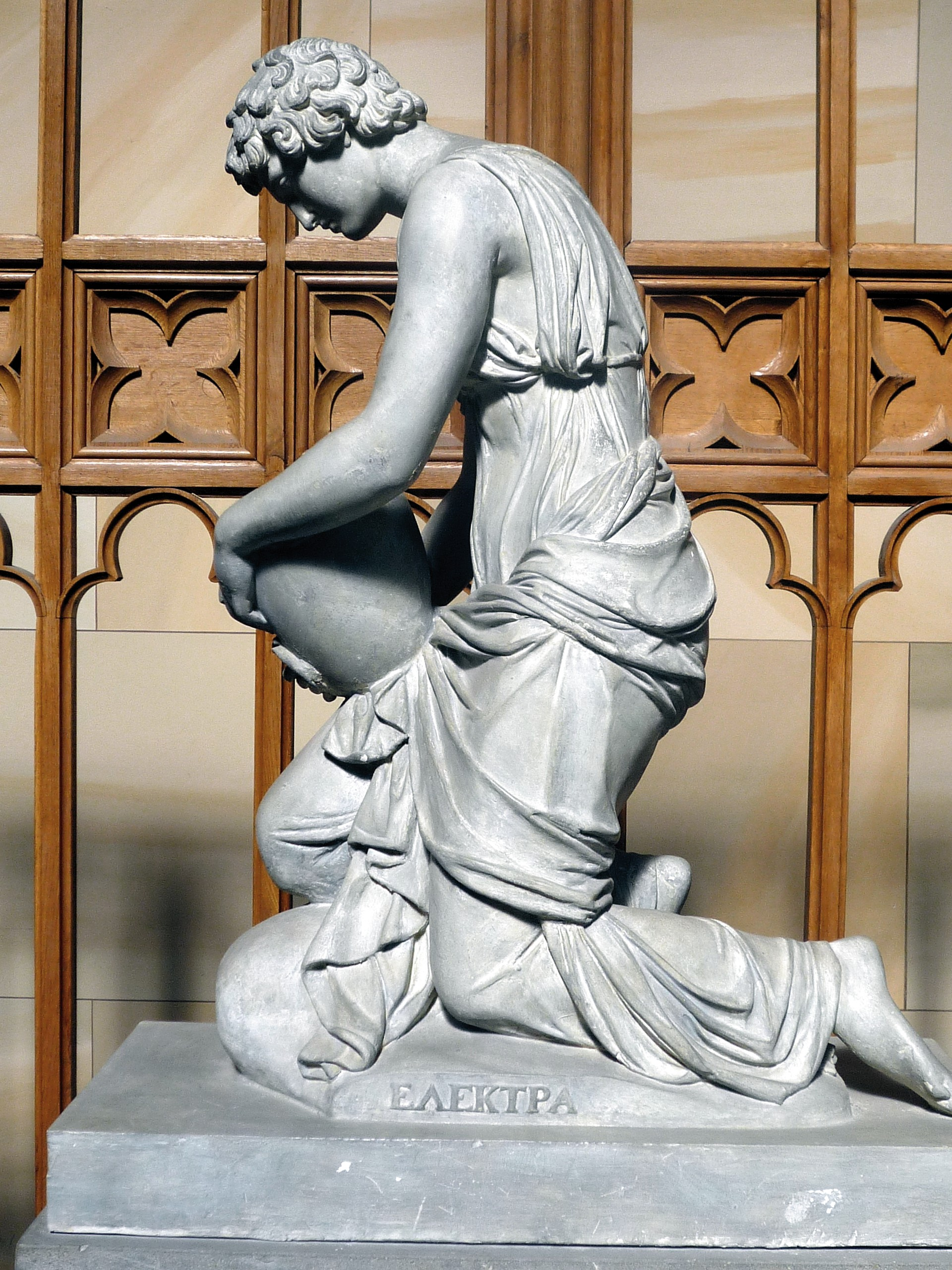
Estatua de Elektra de la iglesia de Friedrichswerder